# Vibrisse

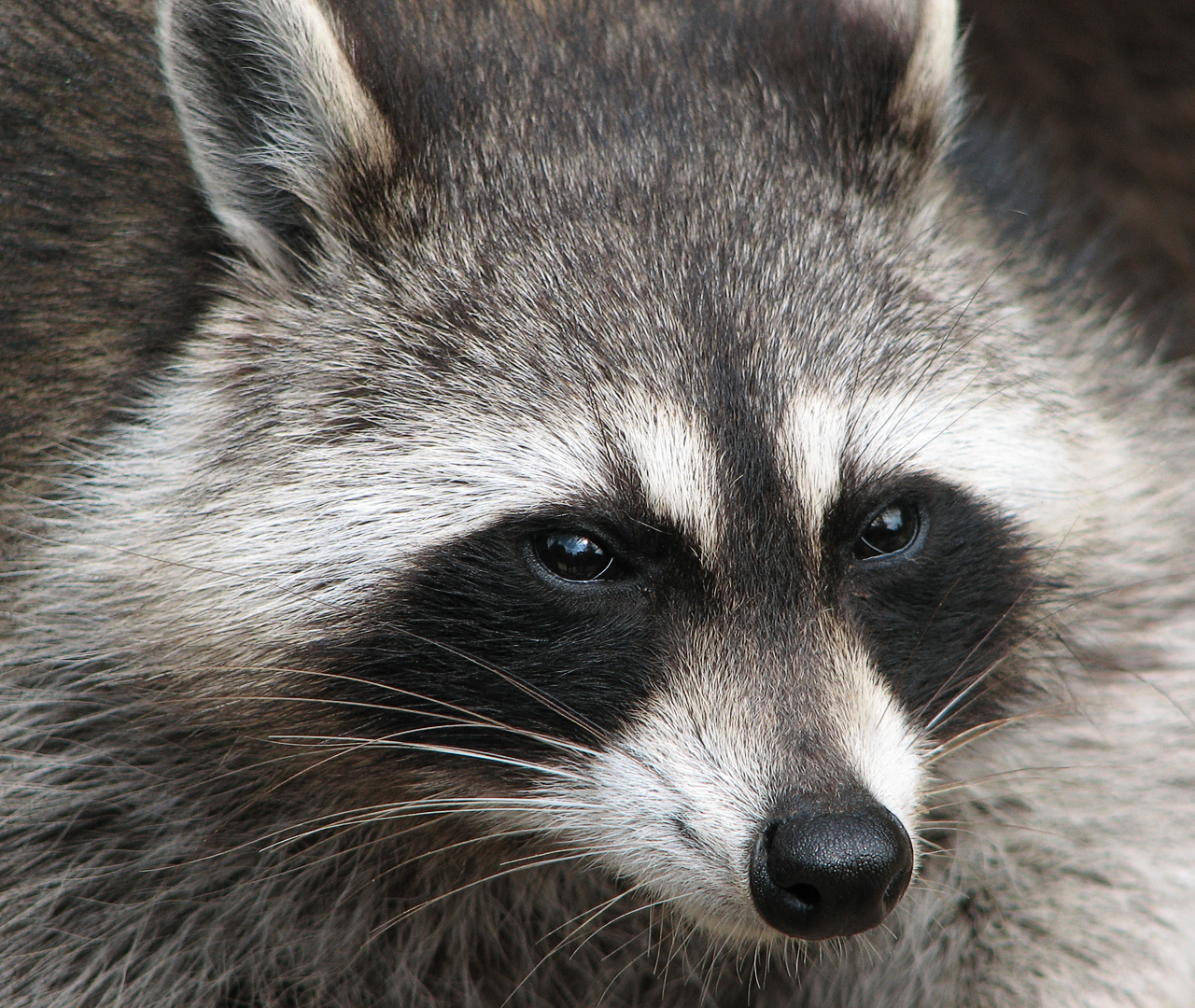
Waschbär mit Vibrissen an der Schnauze

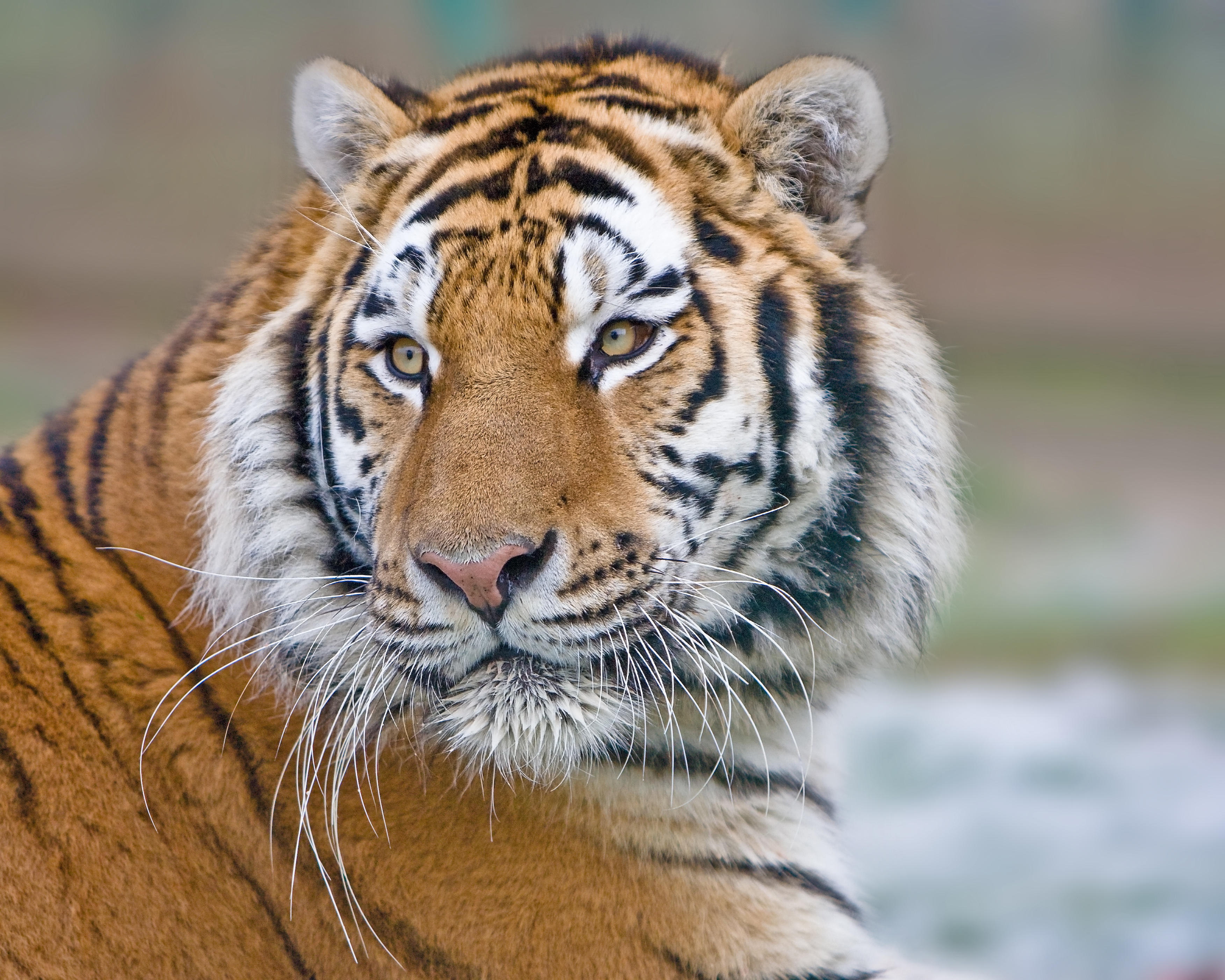
Sibirischer Tiger mit gut sichtbaren Schnurrhaaren.

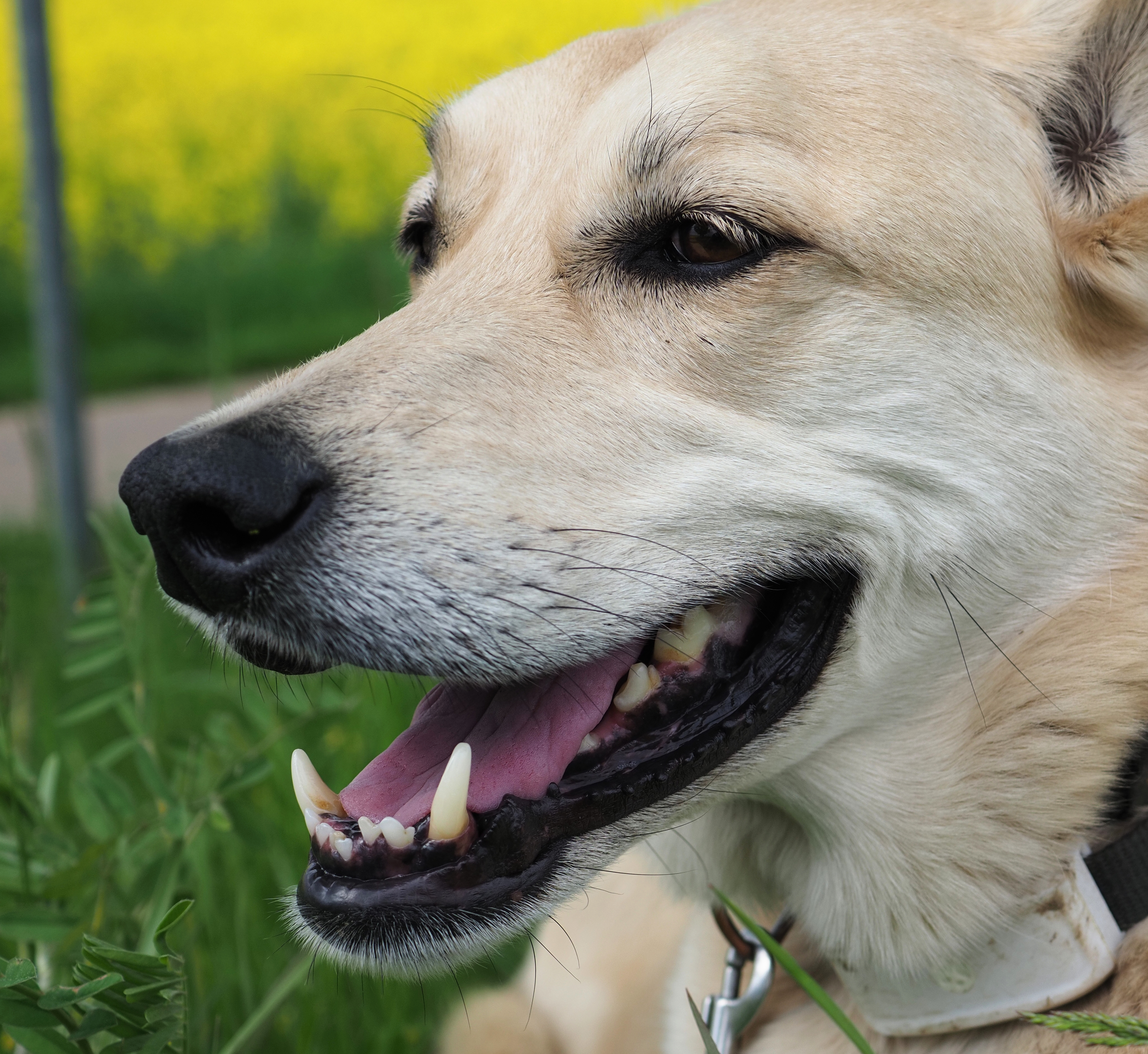
Gesicht eines Haushundes mit gut sichtbaren (schwarzen) Vibrissen an der Oberlippe, unterm Kinn, hinterm Mundwinkel und in den Augenbrauen

Vibrissen, auch Sinus-, Fühl-, Sinnes-, Tast- oder Schnurrhaare genannt (lateinisch vibrissa, Plural vibrissae oder Pili tactiles), sind spezielle Haare, die vielen Säugetieren zumeist im Gesicht wachsen. Bei Katzen finden sich Sinushaare auch im Bereich des Karpalorgans. Sie sind dicker, fester und länger als gewöhnliche Haare und auf die Wahrnehmung taktiler Reize spezialisiert.

## Aufbau

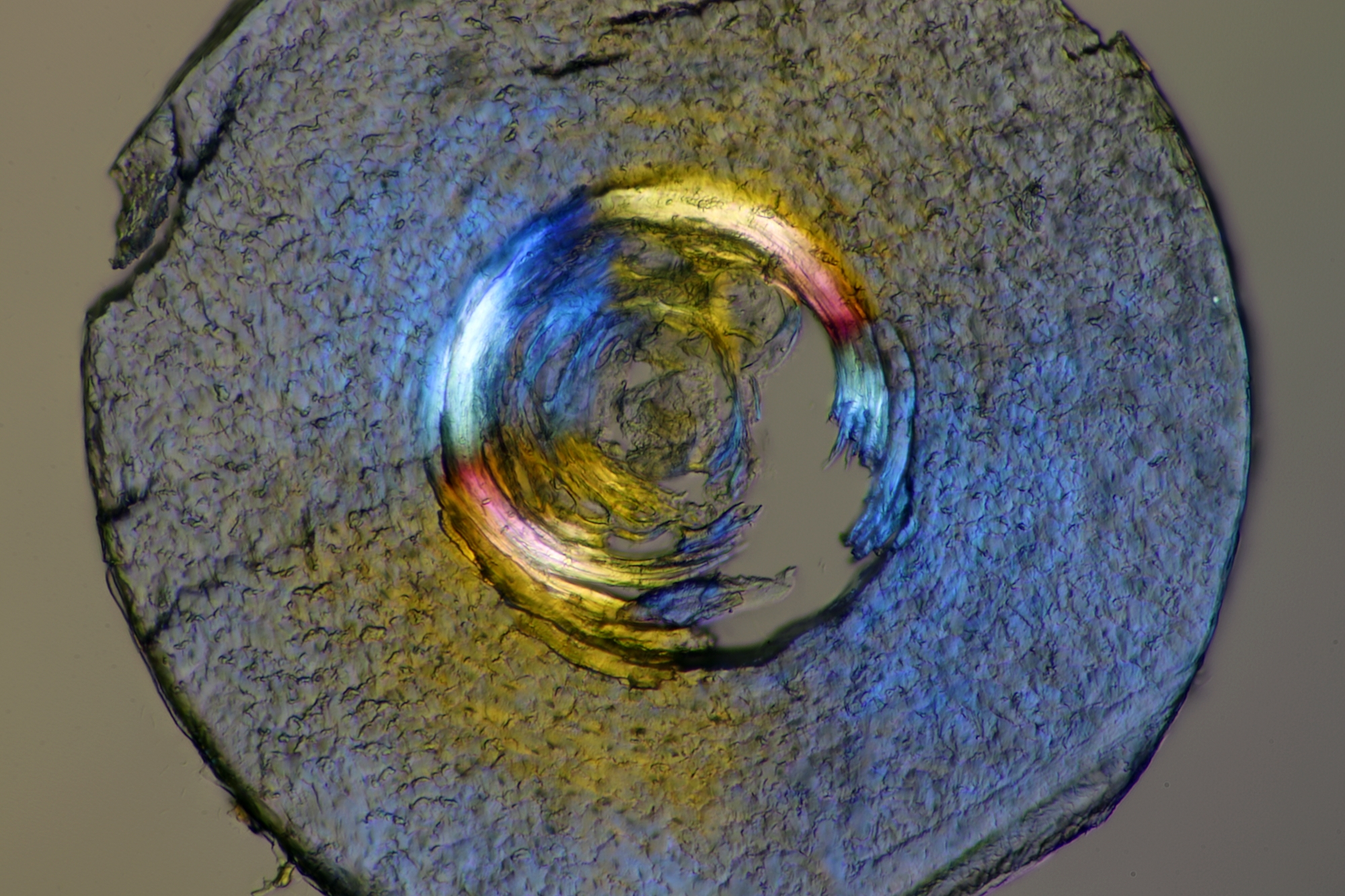
Vibrisse der Hauskatze, basisnaher Querschnitt, mikroskopische Aufnahme im polarisierten Durchlicht

Vibrissen bestehen wie alle Haare aus leblosem Material, enthalten keine Nerven und wachsen ebenso nach. Im Unterschied zu anderen Haaren sind sie jedoch in einen speziellen Haarbalg (Follikel) eingebettet, der zwischen seiner äußeren und inneren Lage eine blutgefüllte Kapsel enthält, den sogenannten Blutsinus. In der Wand liegen zahlreiche freie Nervenenden. Wird ein Tasthaar berührt, biegt es sich und bewegt das Blut in der Kapsel zur Seite. Das Blut verstärkt die Bewegung und ermöglicht den Nerven an der Basis, selbst minimale Reize wahrzunehmen. Bei manchen Säugetieren sind die Follikel der Tasthaare außerdem von Muskelgewebe umgeben, wodurch sie bewegt werden können, um die Umgebung aktiv zu erkunden.

## Lokalisation
Nach der Lokalisation unterscheidet man:
- Backenhaare (Pili buccales)
- Karpalhaare (Pili carpales), bei Katzen an der Vorderfußwurzel
- Infraorbitalhaare (Pili infraorbitales), unterhalb der Augen
- Supraorbitalhaare (Pili supraorbitales), oberhalb der Augen
- Unterlippenhaare (Pili labiales inferiores)
- Oberlippenhaare (Pili labiales superiores)
- Kinnhaare (Pili mentales)
- Jochbogenhaare (Pili zygomatici), im Bereich des Jochbogens

## Funktion
Vibrissen bieten Tieren Vorteile, sich im Dunkeln oder in trübem Wasser zurechtzufinden, Gefahren wahrzunehmen oder Nahrung aufzuspüren. Manche Tiere, wie zum Beispiel Mäuse, können sogar feinste Luft- oder Wasserbewegungen mit ihren Tasthaaren spüren. Ein großer Teil des Gehirns vieler Säugetiere ist damit beschäftigt, die Nervenimpulse aus den Follikeln der Tasthaare auszuwerten. Die Tasthaare sind für die Tiere überlebenswichtig.
Aufgrund der räumlichen Anordnung der einzelnen Vibrissen und der Möglichkeit, diese Anordnung auf jeder Stufe der neuronalen Informationsverarbeitung, im Hirnstamm, im Thalamus und in der Großhirnrinde leicht wiederzufinden, ist das Vibrissensystem der Ratten zu einem der wichtigsten Modellsysteme der taktilen Reizverarbeitung geworden.
Nicht nur Österreich verbietet das Entfernen von Vibrissen bei Hunden. Laut Gutachten sind auch andere Tiere wie Pferde betroffen.

## Verwandtes
Mit der Tastfunktion der Vibrissen vergleichbar sind unter anderem die Barteln verschiedener Fische. Diese unterscheiden sich jedoch von den Vibrissen in ihrem Aufbau, denn sie bestehen aus lebendem Gewebe und können auch noch weitere Sinnesorgane wie Geschmackssinn tragen.
Einige wenige Vogelarten (z. B. Schneeeule, Okarito-Streifenkiwi) haben den Vibrissen ähnliche feine Federn auf dem Schnabel.
Der lateinische Begriff vibrissae bezeichnet außer Tasthaaren auch die Schutzhaare in der Nasenhöhle (Nasenhaar).

## Trivia

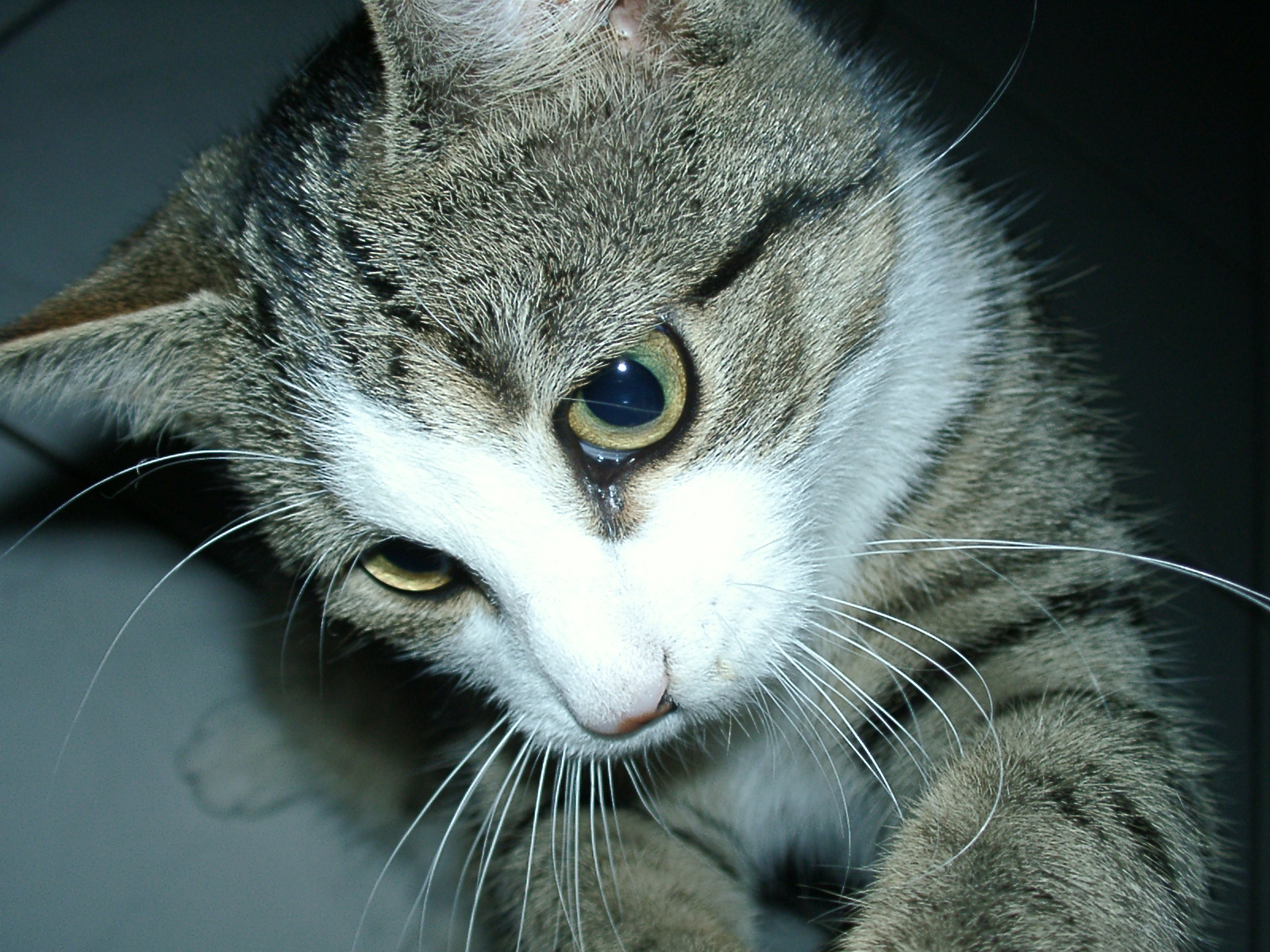
Hauskatze mit Vibrissen an der Schnauze und über den Augen

- Schnurrhaare haben, anders als ihr Name vermuten lässt, nichts mit der Funktion des Schnurrens von Katzen zu tun.
- Hauskatzen haben außer im Gesicht auch Tasthaare an der Innenseite ihrer Vorderläufe.
- Nacktmulle besitzen kein Fell, ihre einzige „Behaarung“ sind Vibrissen im Gesicht. Ihnen wachsen sogar Vibrissen innen im Maul.
- Die Länge der Schnurrhaare von Chinchillas kann bis zu einem Drittel ihrer Körperlänge betragen.
- Strauchratten haben Tasthaare nicht nur im Gesicht, sondern sogar an der Vorderbrust, der Schulter, der Flanke, am Rücken und am Schwanz.

## Biomechanik und Bionik
In einem Artikel des Wissenschaftsmagazins Nature untersuchten Bioniker im Oktober 2006 Vibrissen und diskutierten die Einsatzmöglichkeiten künstlicher Nachahmungen in der Technik. Angeblich wurden Vibrissen zur Messung von Strömungsgeschwindigkeiten, wie man sie zum Beispiel bei Robben findet, außerdem schon von russischen U-Booten zur Zielverfolgung genutzt.